# Dorothy Alison
Dorothy Alison (amtlich Dorothy Dickson; * 4. April 1925 in Broken Hill, New South Wales; † 17. Januar 1992 in London, England) war eine australische Theater-, Film- und Fernsehschauspielerin.

## Leben und Karriere
Dorothy Dickson wurde 1925 in der Bergarbeiterstadt Broken Hill im Bundesstaat New South Wales geboren. Ihr Vater William Edward Dickson war mit 20 aus Lancashire nach Broken Hill emigriert und arbeitete dort als Bergarbeiter bis 1919.
Als Kind nahm Dorothy in Broken Hill Tanzunterricht und war schon in Theaterstücken zu sehen. Neben dem Besuch der Sydney Girls High School lernte sie Schauspiel bei Doris Fitton im Independent Theatre. Nachdem sie von einem Radiosender eingestellt worden war, nahm sie den Bühnennamen Dorothy Alison auf. Im Kino arbeitete sie zunächst mit den Regisseuren Charles und Elsa Chauvel und trat danach in den Filmen Rivalen in Urwald und Goldgräber auf. 1949 zog sie nach London um und setzte dort ihre Karriere fort. Sie spielte zahlreiche Nebenrollen in Kinofilmen und war in den Fernsehserien A Town Like Alice und Die Abenteuer von Robin Hood in Hauptrollen zu sehen.
Für die BAFTA Awards wurde sie 1952 für Mandy in der Kategorie „aussichtsreichster Neuling“ und 1956 für Allen Gewalten zum Trotz in der Kategorie „Beste Britische Darstellerin“ nominiert. Für ihre Darstellung in A Town Like Alice wurde sie 1982 mit dem Logie Award in der Kategorie „Beste Nebendarstellerin – Miniserie / Fernsehfilm“ ausgezeichnet.
Alison starb 1992 mit 66 Jahren in London.

## Filmografie (Auswahl)
- 1949: Goldgräber (Eureka Stockade)
- 1949: Rivalen im Urwald (Sons of Matthew)
- 1952: Mandy
- 1953: Turn the Key Softly
- 1954: Oller Kahn mit Größenwahn (The Maggie)
- 1954: Flammen über Fernost (The Purple Plain)
- 1954: Child’s Play
- 1954: Companions in Crime
- 1956: Engel des Alltags (The Feminine Touch)
- 1956: Der lange Arm (The Long Arm)
- 1956: Allen Gewalten zum Trotz (Reach for the Sky)
- 1956: The Silken Affair
- 1957: Der Mann, den keiner kannte (Interpol)
- 1957: The Scamp
- 1958: Schrei im Morgengrauen (The Man Upstairs)
- 1959: Life in Emergency Ward 10
- 1959: Geschichte einer Nonne (The Nun’s Story)
- 1961: Two Living, One Dead
- 1966: Georgy Girl
- 1967: Pretty Polly
- 1968: Journey into Darkness
- 1970: Callan (Fernsehserie, 1 Folge)
- 1971: Stiefel, die den Tod bedeuten (See No Evil)
- 1971: Dr. Jekyll und Sister Hyde (Dr. Jekyll and Sister Hyde)
- 1972: Die Wunder des Herrn B. (The Amazing Mr Blunden)
- 1973: Baxter und die Rabenmutter (Baxter!)
- 1982: Schatten der Vergangenheit (The Return of the Soldier)
- 1983: The Winds of Jarrah
- 1984: The Schippan Mystery
- 1985: Invitation to the Wedding
- 1986: A Fortunate Life
- 1988: Rikky and Pete
- 1988: Ein Schrei in der Dunkelheit (Evil Angels oder A Cry in the Dark)
- 1988: Two Brothers Running
- 1989: Sehnsucht nach Australien (Australia)
- 1989: Die fliegenden Ärzte (The Flying Doctors; Fernsehserie, 1 Folge)
- 1989: Malpractice